# Mecklenburg megye (Észak-Karolina)
Mecklenburg megye az Amerikai Egyesült Államokban, azon belül Észak-Karolina államban található. Megyeszékhelye és legnagyobb városa Charlotte. Lakosainak száma 1 115 482 fő (2020. április 1.). Mecklenburg megye Iredell, Lancaster, Cabarrus, Union, York, Gaston és Lincoln megyékkel határos.

## Népesség
A megye népességének változása:
| Lakosok száma | 923 254 | 944 770 | 967 971 | 990 977 | 1 034 070 | 1 115 482 |
|               | 2010    | 2011    | 2012    | 2013    | 2015      | 2020      |